# Zbigniew Wojtera
Zbigniew Stanisław Wojtera (ur. 1 sierpnia 1975 w Łęczycy) – polski polityk i samorządowiec, z zawodu ekonomista, były starosta łęczycki, wójt gminy Daszyna, brat posła Marka Wojtery.

## Życiorys
Od 1996 prowadzi 50-hektarowe gospodarstwo rolne w Daszynie. W 2001 ukończył studia na Wydziale Ekonomiczno-Społecznym Uniwersytetu Łódzkiego. Był członkiem zarządu Izby Rolniczej w województwie łódzkim.
W 1995 wstąpił do Przymierza Samoobrona (od 2000 działającego jako Samoobrona RP). W latach 1998–2002 zasiadał w radzie gminy Daszyna. W wyborach w 2002 został z jej listy wybrany do rady powiatu łęczyckiego. Tuż po wyborach objął funkcję starosty, którą pełnił do końca kadencji. Bez powodzenia ubiegał się w o mandat europosła w wyborach w 2004 (otrzymał 11 933 głosów).
W wyborach w 2006 zajął 4. (przedostanie) miejsce w wyborach na wójta gminy Grabów, jednak uzyskał reelekcję do rady powiatu łęczyckiego. W przedterminowych wyborach parlamentarnych w 2007 bezskutecznie kandydował do Senatu z ramienia Samoobrony RP w okręgu sieradzkim. 
W 2008 został, w przyspieszonych wyborach lokalnych, wybrany z ramienia własnego komitetu na wójta gminy Daszyna. W wyborach samorządowych w 2010 uzyskał reelekcję jako kandydat bezpartyjny, zgłoszony przez komitet partii Nasz Dom Polska – Samoobrona Andrzeja Leppera (był jedynym kandydatem na wójta). W 2013 jego mandat został wygaszony przez wojewodę z powodu skazania prawomocnym wyrokiem za polowanie na dziki bez wymaganych zezwoleń. W wyborach samorządowych w 2014 ponownie wybrano go na wójta Daszyny (był jedynym kandydatem). W kwietniu 2018 został aresztowany w związku postawieniem mu 92 zarzutów. W wyborach samorządowych jesienią tego samego roku, nadal przebywając w areszcie, uzyskał reelekcję (zdobył większość głosów na „tak” w II turze, przed którą wycofał się jego kontrkandydat). W grudniu 2019 opuścił areszt, następnie złożył ślubowanie (do tego czasu gminą rządził rządowy komisarz). W wyborach samorządowych w 2024 został ponownie wybrany na wójta, uzyskawszy 81,32% głosów.
31 lipca 2024 roku został uznany przez Sąd Okręgowy w Łodzi winnym działania w zorganizowanej grupie przestępczej wyłudzającej dotacje. Sąd nieprawomocnie skazał go na 3 lata i 6 miesięcy pozbawienia wolności. Zapowiedział odwołanie się od wyroku, co powoduje, że mimo sądowego orzeczenia, może dalej pełnić funkcję wójta gminy.